# Werner Egk
Werner Egk, född Werner Joseph Mayer, den 17 maj 1901 i Auchsesheim, Tyskland, död den 10 juli 1983, var en tysk kompositör.

## Biografi
Egk flyttade vid sex års ålder med sina föräldrar till Augsburg där han studerade vid Benedictine Gymnasium och började sedan vid det lokala konservatoriet. Han visade talang som kompositör, grafiker och skribent och flyttade först till Frankfurt för att förbättra sitt pianospel och därefter, år 1921, till München. Han gifte sig där med Elisabeth Karl, vars initialer gav upphov till hans pseudonym Egk.
Egk flyttade till Berlin 1928 och träffade där kompositörerna Arnold Schönberg och Hanns Eisler. Han planerade att komponera filmmusik och arbeta som ackompanjetör för stumfilmer, men när radioutsändningar till allmänheten började förekomma insåg han direkt dess betydelse som massmedium och började utveckla operor och radiospelning. Han fick sitt första uppdrag hos radioproducenten Hans Fleisch.
Egk återvände till München 1929 för att arbeta vid den lokala radiostationen och bosatte sig i förorten Lochham. Han samarbetade där med musikerna Fritz Büchtger, Karl Marx och Carl Orff, som han träffat redan 1921. Hans musik under denna perioden visar i sin kompositionsstil på inflytande från Igor Stravinskij. Hans karriär som kompositör tog fart med premiären av hans radioopera Columbus i juli 1933 (iscensatt i april 1934).

### Nazisttiden
Varje kompositör som arbetade i Tyskland vid den tiden hade att förhålla sig till nazistregimen som kom till makten 1933. Som en tysk med katolsk bakgrund löpte dock Egk aldrig någon fara att falla i onåd med regimens rastiska politik, som var en professionell svårighet för judiska och andra kreativa personer. 
Inledningsvis hyste Münchens kulturella administratörer tvivel om huruvida Egks Stravinskijanska stil var förenlig med en nazistisk publik, och han hade svårigheter med Münchens representant för Alfred Rosenberg 's Kampfbund für deutsche Kultur, Paul Ehlers. Han mötte också kritik från Ludwig Schrott, en annan av Rosenbergs funktionärer och en anhängare av den nazistiska kompositören Hans Pfitzner.
Egk gick emellertid aldrig med i nazistpartiet och friades i denazifieringstribunalen som hölls år 1947, och försöken till anklagelser var fyllda med felaktigheter, inklusive engagemang med den österrikiska motståndsrörelsen som var mycket tveksamma. Bland Egk försvarare var Gottfried von Einem och kompositören Boris Blacher. Inledningsvis framhölls hans nazistiska anknytningar mot honom, men bara en kort tid.
Det finns olika tolkningar när det gäller omfattningen av hans samarbete med regimen:
- Egk var aldrig en nazist,

eller
- Egk var aldrig intresserad av orättvisa fördelar för sig själv,

eller
- Egk tolererades knappast av regimen,

eller
- Egk var en officiellt uppburen  musiker i Tredje riket, som identifierade sig själv och sin musik med nazismen ideal.

Sanningen är nog någonstans i mittemellan.

### Efterkrigsåren
Hans stora karriär började efter kriget. I Tyskland har Egk kallats "Komponist des Wiederaufbaus" ("kompositör av återuppbyggnaden", som följde andra världskriget). Förutom att vara en ledare och kompositör, var han chef för Berlins Musikhochschule (1950-1952) och en viktig person för GEMA efter 1950, han var också den första tyska presidenten av CISAC. År 1954 blev han ledare för Bayerische Staatsoper med 20 års kontrakt.
Hans senare år fylldes av en lång serie av premiärer på stora europeiska festivaler, som börjar med Irische Legende 1955, utförd av George Szell och med Dietrich Fischer-Dieskau. Hans opera Die Verlobung i San Domingo öppnade Nationalteatern i München 1963 och med ett libretto av Heinrich von Kleist och vädjade om rastolerans. Hans sena verk, var dock nästan uteslutande instrumentella.
Egk avled den 10 juli 1983 i Inning am Ammersee .

## Diskografi i urval

### Operor
- Columbus . Radiooperan (1933) Reviderad (1942)
- Die Zaubergeige (efter greve Franz Pocci , libretto av Ludwig Strecker) (1935, reviderad 1954)
- Peer Gynt efter Henrik Ibsen (1938)
- Circe efter Pedro Calderón de la Barca (1945, hade premiär 1948, Omarbetad som Opera semibuffa som 17 Tage und 4 Minuten , 1966)
- Irische Legende efter WB Yeats (1955, reviderad 1975)
- Der Revisor efter Nikolai Gogol (1957)
- Die Verlobung i San Domingo efter Heinrich von Kleist (1963)

### Orkesterverk
- Kleine Symphonie (1926)
- Olympische Festmusik (1936, text från Carl Diem )
- Orchester-Sonate (1947-1948)
- Französische Svit efter Jean-Philippe Rameau (1949, omarbetad som en balett 1952)
- Allegria (1952, Ballet 1953)
- Variationen über ein karibisches Thema (1959, balett Danza , 1960)
- 2. Sonate für Orchester (1969)
- Spiegelzeit (1979)
- Musik für eine verschollene Romanze . Overtyr (1980)
- Der Revisor . Konsert svit för trumpet och stråkorkester (1981)
- Die Zaubergeige . Overtyr arrangerad för blåsarensemble (1981)
- Canzona för cello och orkester (1982)
- Nachtanz (Opus postumus premiär 1985)